# LEDA 3
LEDA 3은 고래자리 방향으로 약 4억 광년 떨어진 나선 은하이다.